# Sophia Loren

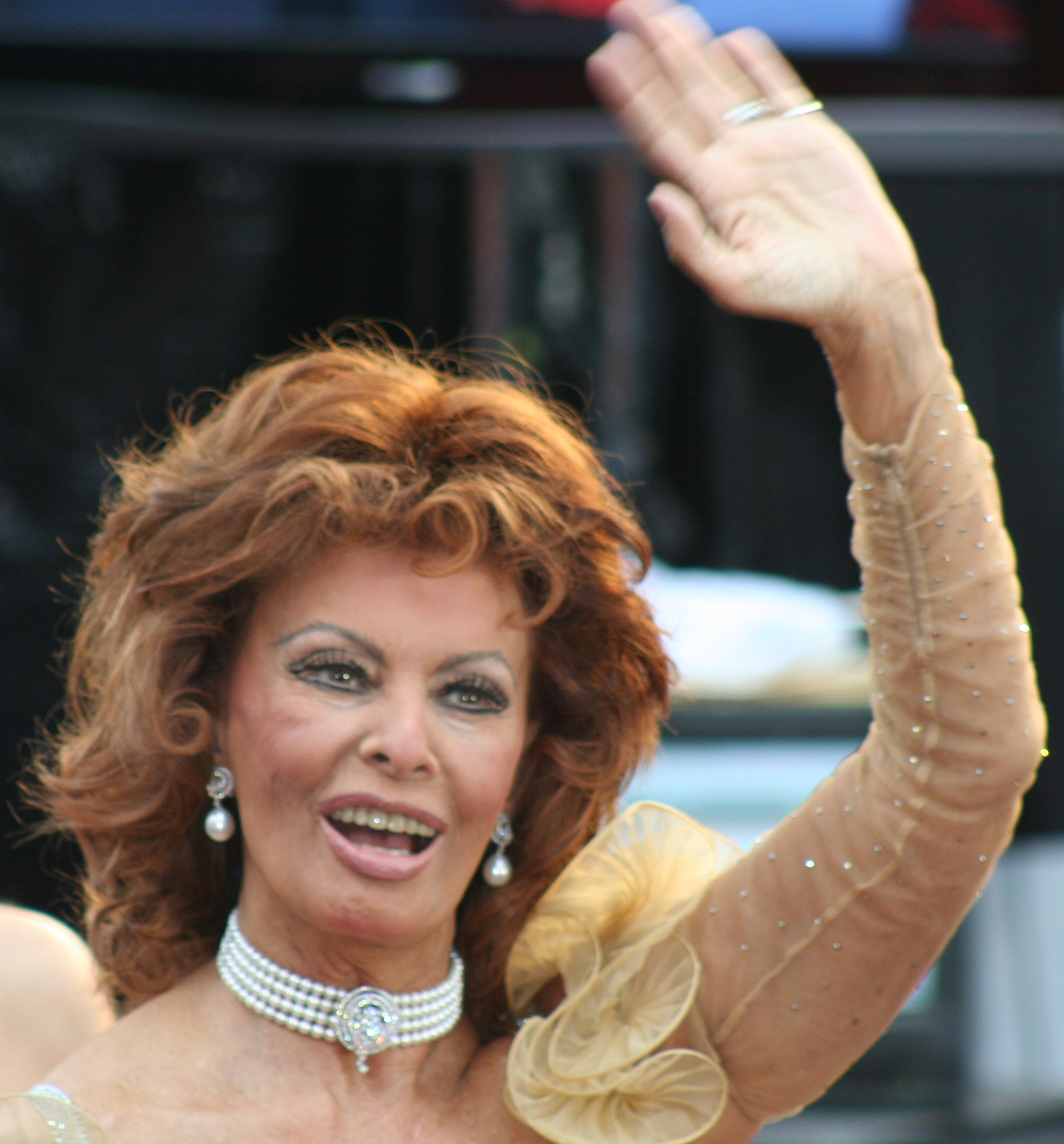
Sophia Loren 2009.

Sophia Loren, född Sofia Villani Scicolone den 20 september 1934 i Rom, är en italiensk skådespelerska.

## Biografi
Sophia Loren föddes, med namnet Sofia Villani Scicolone, som utomäktenskapligt barn mellan Romilda Villani (1914–1991), en kvinna med mycket enkel bakgrund och skådespelardrömmar, och ingenjören Riccardo Scicolone, redan gift på annat håll. Sophia fick dock efternamnet Scicolone efter sin far. Modern tog med sig Sophia och flyttade till den lilla byn Pozzuoli utanför Neapel. Fadern, som bodde kvar i Rom, träffade nästan aldrig Sophia eller hennes mor men det blev ändå ett barn till, Sophias syster Maria som gifte sig med sonen till Italiens tidigare diktator Mussolini, jazzmusikern Romano Mussolini, och blev mor till politikern Alessandra Mussolini
Sophia Lorens mor var filmintresserad och vann en "look-alike"-tävling för sin likhet med Greta Garbo. Hon staterade tillsammans med sin dotter i några filmer. Loren staterade och hade småroller i ett stort antal filmer åren 1950-1953. Hon bytte efternamn och kallade sig Sofia Lazzaro en tid men från 1953 kallade hon sig Sophia Loren. Det nya efternamnet fick hon efter den svenska skådespelerskan Märta Torén (Marta Toren) efter filmproducenten Carlo Pontis idé. Loren fick en huvudroll 1953 i filmatiseringen av operan Aida. Mellan 1956 och 1960 var Sophia Loren i Hollywood och spelade in amerikanska filmer, men hon trivdes aldrig i USA och återvände till Europa.
I december 1955 besökte Sophia Loren Stockholm tillsammans med två andra italienska filmstjärnor, Silvana Pampanini och Lea Massari, med anledning av den italienska filmveckan i Stockholm.
1961 fick Loren en Oscar för bästa kvinnliga huvudroll i De Sicas De två kvinnorna. Hon har fortsatt att göra filmroller även på äldre dagar.
Sophia Loren var gift med Carlo Ponti fram till hans död 2007 och fick med honom två söner.

## Filmografi (urval)
- 1953 – Aida
- 1954 – Neapels guld
- 1954 – Attila
- 1955 – Lockbetet
- 1957 – Pojke på delfin
- 1957 – Stolthet och passion
- 1957 – Under Saharas sol
- 1958 – Blodet ropar under almarna
- 1958 – Nyckeln
- 1958 – Den svarta orkidén
- 1958 – Dadda för tre
- 1960 – Vild blondin i västern
- 1960 – Det började i Neapel
- 1960 – Miljonärskan
- 1960 – De två kvinnorna (ny svensk titel: Två kvinnor[13])
- 1961 – El Cid
- 1962 – Det ljuva lättsinnet (episoden "La riffa")
- 1963 – Igår, idag, imorgon
- 1964 – Romarrikets fall
- 1964 – Giftas på italienska
- 1965 – På främmande mark
- 1966 – Arabesque
- 1967 – Grevinnan från Hongkong
- 1970 – Sunflower (I girasoli)
- 1972 – Mannen från La Mancha
- 1976 – På andra sidan bron
- 1977 – En alldeles särskild dag
- 1994 – Prêt-à-Porter
- 1995 – Gamla gubbar – nu ännu grinigare
- 2002 – Between Strangers
- 2009 – Nine
- 2010 – Mitt hus är fullt av speglar (TV-serie)
- 2014 – Voce umana
- 2020 – Med livet framför sig